# Arhiv (2018.)

Arhiv (2018.) kratkometražni je horor film s elementima trilera nastao u režiji Nevena Dužaneca.

## Radnja
Fran je mladi knjižničar koji se tek zapošljava u novoj knjižnici gdje još nije upoznat s prostorom te ljudima koji ga okružuju te se pokušava uklopiti tako što obavlja sav dodatni posao. Jednu večer prije nego što ode s posla, šef mu zapovijeda da ode u arhiv kako bi preostale časopise uvezao i spremio na policu, opravdavajući pritom sebe koji je zapravo zadužen za taj posao. Fran, poslušan i pokoran ode u mračan i hladan arhiv samo kako bi nizom slučajeva otkrio kakvo se hladnokrvno ubojstvo tamo odigralo.

## Produkcija
Film je nastao produkcijski u suradnji sa Kinoklubom Zagreb i Blank Filmskim Inkubatorom, a sniman je u prostorima knjižnice Božidara Adžije gdje se i odvija cijela radnja. Premijera filma održala se 6. siječnja 2018.

## Uloge
- Lovro Preprotnik kao Fran
- Ivica Gunjača kao Danijel
- Antonija Žabić kao Duh